# Marwari (cheval)
Vous lisez un « bon article » labellisé en 2011.
Pour l’article homonyme, voir Marwari.
Le Marwari, ou Malani, est une race de chevaux originaire de la région de Mârvar (ou Jodhpur) dans l'état du Rajasthan, au nord ouest de l'Inde. Il descend vraisemblablement de poneys autochtones indiens, croisés avec l'Arabe, et peut-être des chevaux mongols. Les Rathores, chefs traditionnels de la région de Mârvar dans l'Ouest de l'Inde, sont les premiers à élever le Marwari. À partir du XIIe siècle, ils suivent des critères de reproduction stricts qui favorisent la pureté et la rusticité. Employé dans l'Histoire comme cheval de cavalerie par les habitants de la région de Mârvar, le Marwari est remarqué pour sa fidélité et sa bravoure au combat. La race s'est affaiblie dans les années 1930, lorsque de mauvaises pratiques de gestion ont entraîné une réduction du cheptel des reproducteurs. Elle retrouve désormais la popularité. En 1995, un premier registre généalogique est créé pour le Marwari en Inde.
Ce cheval est connu pour ses oreilles incurvées vers l'intérieur en forme de croissant de lune, particularité propre à certains équidés du sous-continent indien. De taille variable, il peut porter toutes les robes, bien que les patrons de robe pie soient plus populaires auprès des acheteurs et des éleveurs. Il est connu pour sa rusticité, et assez similaire à la race voisine du Kathiawari. De nombreux représentants vont l'amble naturellement. Le Marwari est utilisé pour la traction légère afin de réaliser divers travaux agricoles, aussi bien que pour l'équitation et comme cheval de bât. Depuis les années 2000, ces chevaux commencent à être exportés vers les États-Unis et en Europe. Ils restent rares, mais ne sont pas menacés d'extinction.

## Histoire

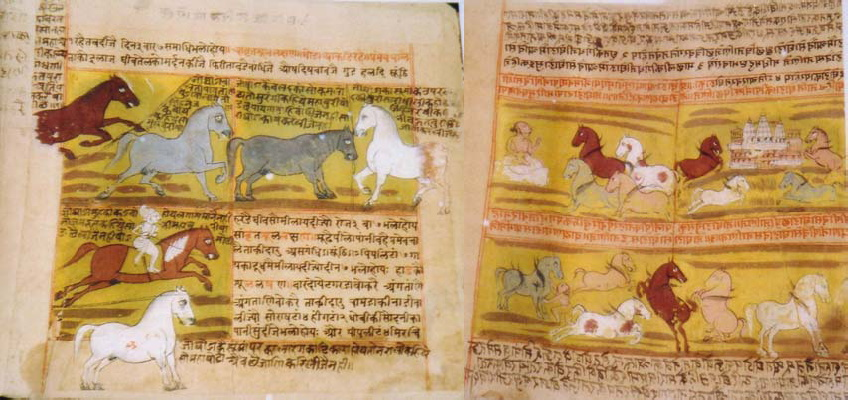
Pages du manuscrit de Shalihotra, montrant les anciens chevaux de l'Inde.

La race est aussi nommée « Malani ».

### Origines
Le Marwari descend de poneys indigènes indiens croisés avec des chevaux arabes. Les poneys étaient de petite taille et robustes, mais aussi de mauvaise conformation. L'influence du sang arabe a amélioré leur apparence sans compromettre leur résistance. L'influence du cheval mongol, venu du nord, n'est pas à exclure,, de même que celle de l'Akhal-Teke venu du Turkménistan. La race est probablement originaire du Nord-Ouest de l'Inde, près de la frontière avec l'Afghanistan, ainsi que de l'Ouzbékistan, du Kazakhstan et du Turkménistan.

#### Légendes
L'une des principales légendes fondatrices du Marwari veut qu'il descende de chevaux arabes issus d'un navire de charge qui fit naufrage au large de la côte ouest de l'Inde. Cette légende affirme qu'un navire arabe, contenant sept chevaux de bonne race, a fait naufrage au large du Kutch. Ces chevaux auraient ensuite été capturés par le district de Mârvar (aussi appelé la région de Jodhpur) qui lui a donné son nom, et ils furent utilisés comme étalons fondateurs pour la race Marwari.
Une autre légende raconte qu'un étalon Arabe noir parcourait le désert quand il tomba amoureux d'une jument à la crinière blonde. Par une nuit où la lune formait un croissant, il s'unit à elle. Leurs poulains naquirent tous avec des oreilles en forme de croissant, d'où la race des Marwari.

### Influence des Rathores
Le Rathores, dirigeants du Mârvar et membres de la célèbre cavalerie Rajput, sont les éleveurs traditionnels du Marwari. Forcés de quitter leur Royaume de Kânnauj en 1193, et de se retirer dans le désert de Thar, ils dépendent de leurs chevaux pour leur survie. Ils suivent un strict processus de sélection, afin de ne garder que les meilleurs étalons pour la reproduction de la race. À l'époque, les chevaux sont considérés comme des êtres divins. Parfois, ils ne sont autorisés à être montés que par les membres de la famille Rajput et les Kshatriyas, de la caste des guerriers. Lorsque les Mongols capturent le Nord de l'Inde au début du XVIe siècle, ils apportent avec eux le cheval turkmène, qui a probablement été croisé avec le cheptel local. Les Marwari sont renommés au cours de cette période pour leur bravoure et leur courage dans la bataille, ainsi que leur loyauté envers leurs cavaliers. À la fin du XVIe siècle, les Rajputs de Mârvar, sous le commandement de l'empereur moghol Akbar, forment un groupe de cavalerie fort de plus de 50 000 membres. Les Rathores estiment qu'un cheval Marwari ne peut quitter un champ de bataille que sous trois conditions : la victoire, la mort, ou en portant son maître gravement blessé en sécurité. Les chevaux sont formés pour être extrêmement réactifs sur le champ de bataille. Ils réalisent des manœuvres complexes afin de circonscrire l'adversaire. Plus de 300 ans plus tard, au cours de la Première Guerre mondiale, les lanciers Marvars, sous le commandement de Pratap Singh d'Idar, ont aidé les Britanniques.

### Déclin de la race
La période du Raj britannique hâte la chute du Marwari, comme le fait à terme l'indépendance de l'Inde. Les occupants britanniques préfèrent d'autres races et tentent d'éliminer les Marwari ainsi que les Kathiawari. Les Anglais préfèrent en effet le Pur-sang (lui-même anglais) et le poney de polo, détruisant la réputation du Marwari au point que même ses oreilles tournées vers l'intérieur, typiques de la race, sont raillées comme étant une marque indigène. L'acharnement des Anglais contre la race, qualifié de « sans précédent », manque de la faire disparaitre.
Pendant les années 1930 le Marwari périclite, l'élevage diminue et se fait de moins bonne qualité en raison de pratiques médiocres. L'indépendance de l'Inde, ainsi que l'obsolescence des guerriers à cheval, conduit à une diminution du besoin en animaux Marwari et beaucoup sont tués par la suite. Dans les années 1950, de nombreux nobles indiens perdent leurs terres et, en partant, abandonnent une grande partie des animaux qu'ils possèdent, ce qui entraîne la vente comme cheval de bât, la castration, ou l'élimination simple de nombreux chevaux Marwari.

### Sauvegarde

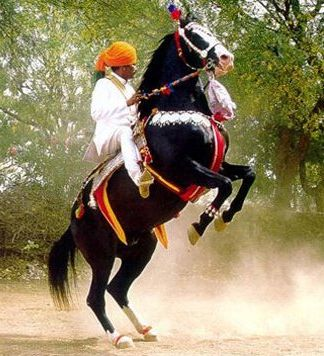
Cheval Marwari en démonstration au Rajasthan.

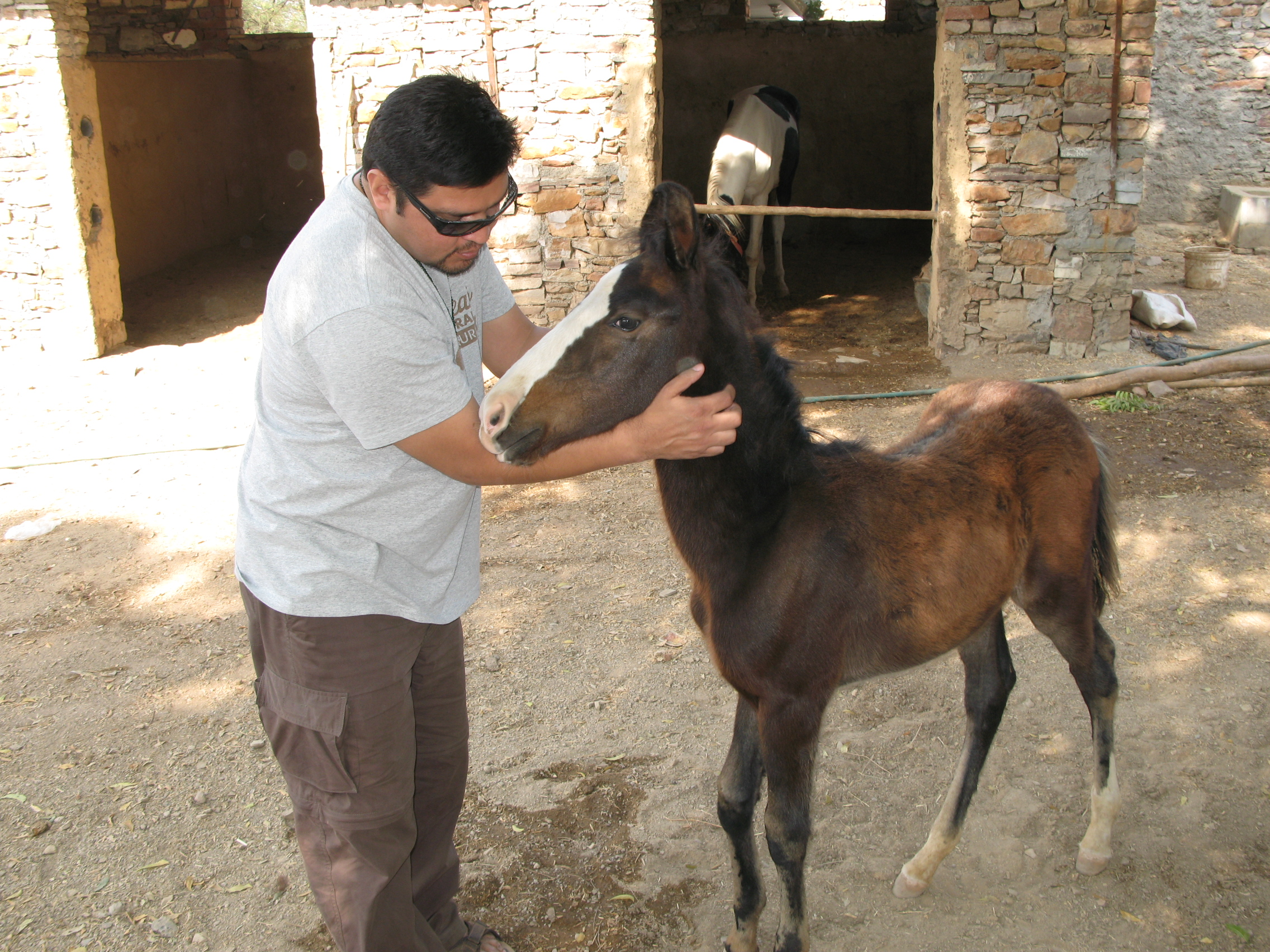
Poulain Marwari.

La race est sur le point de s'éteindre jusqu'à l'intervention du Maharaja Umaid Singhji, qui a sauvé le Marwari dans la première moitié du XXe siècle, travail repris par son petit-fils, le Maharaja Gaj Singh II. Le résultat direct de ces pratiques d'élevage médiocres est qu'en 2001, seule une petite centaine de chevaux Marwari de pure race sont répertoriés.
Une cavalière britannique nommée Francesca Kelly fonde un groupe appelé Marwari Bloodlines en 1995, dans le but de promouvoir et de préserver le cheval Marwari dans le monde entier. En 1999, Kelly et Raghuvendra Singh Dundlod, un descendant de la noblesse indienne, dirigent un groupe qui fonde la Indigenous Horse Society of India (dont la Marwari Horse Society fait partie), travaillent avec le gouvernement, les éleveurs, et le public afin de promouvoir et de préserver la race. Kelly et Dundlod ont également introduit et gagné la discipline des courses d'endurance aux jeux équestres indiens, et convaincu la Fédération Équestre de l'Inde de financer une exposition nationale des chevaux indigènes, la première dans le pays. Ils ont travaillé avec d'autres experts de la Indigenous Horse Society of India afin de développer les standards de la race. Kelly a importé le premier cheval Marwari aux États-Unis en 2000.

### Création du registre d'élevage
Fin 2007 est annoncé le projet de créer un registre d'élevage pour la race, fruit de la collaboration entre la Marwari Horse Society of India et le gouvernement indien. Un processus d'enregistrement est lancé en 2009, quand il est annoncé que la Marwari Horse Society of India devient un organisme gouvernemental, le seul habilité à inscrire les chevaux Marwari en Inde. Le processus d'inscription comprend une évaluation du cheval selon les standards de race, au cours de laquelle les marques d'identification uniques et les dimensions physiques sont enregistrées. Après l'évaluation, le cheval est marqué au fer froid avec son numéro d'enregistrement, et photographié.
Début 2010, les membres britanniques de Friends of Marwari/Kathiawari Horse ont demandé des dons de mors. Ils ont été envoyés aux propriétaires de chevaux en Inde, y compris des Marwari, à la place de leurs mors fait maison, qui ont souvent des arêtes vives qui peuvent blesser le cheval.

## Description
La taille moyenne des Marwari se situe entre 1,50 et 1,63 m au garrot (15 à 16 mains). Les chevaux étant originaires de différentes régions de l'Inde, on observe des différences importantes, la taille des animaux pouvant énormément varier, de 1,42 à 1,73 m (14 à 17 mains). En raison de son apparence typiquement reconnaissable grâce à ses oreilles en forme de lyre (ou de croissant de lune), le Marwari est considéré comme l'un des plus beaux chevaux au monde. Une étude a porté sur sa capacité à se nourrir d'herbe sewan (Lasiurus sindicus).

### Standard morphologique

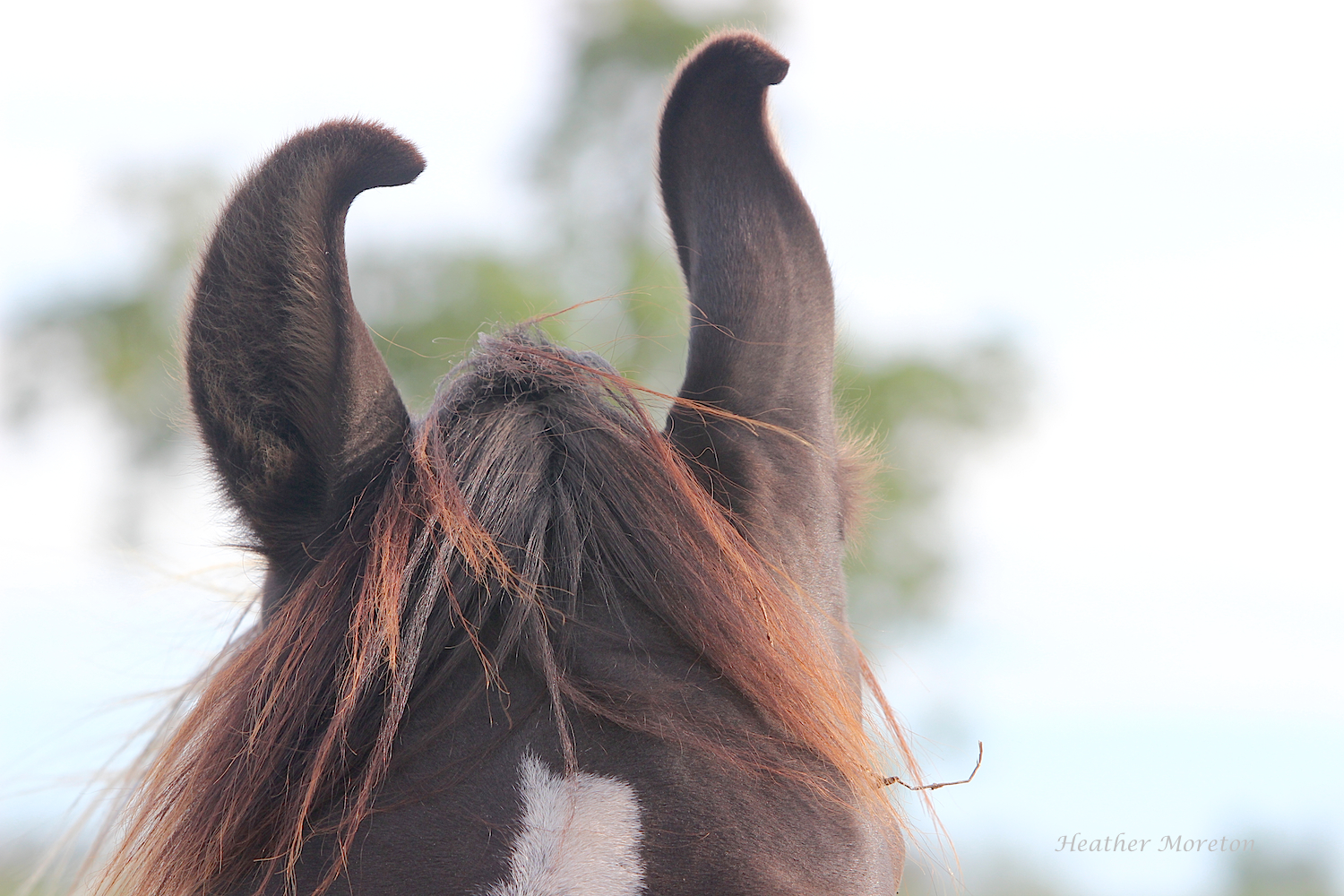
Les oreilles recourbées caractéristiques de la race.

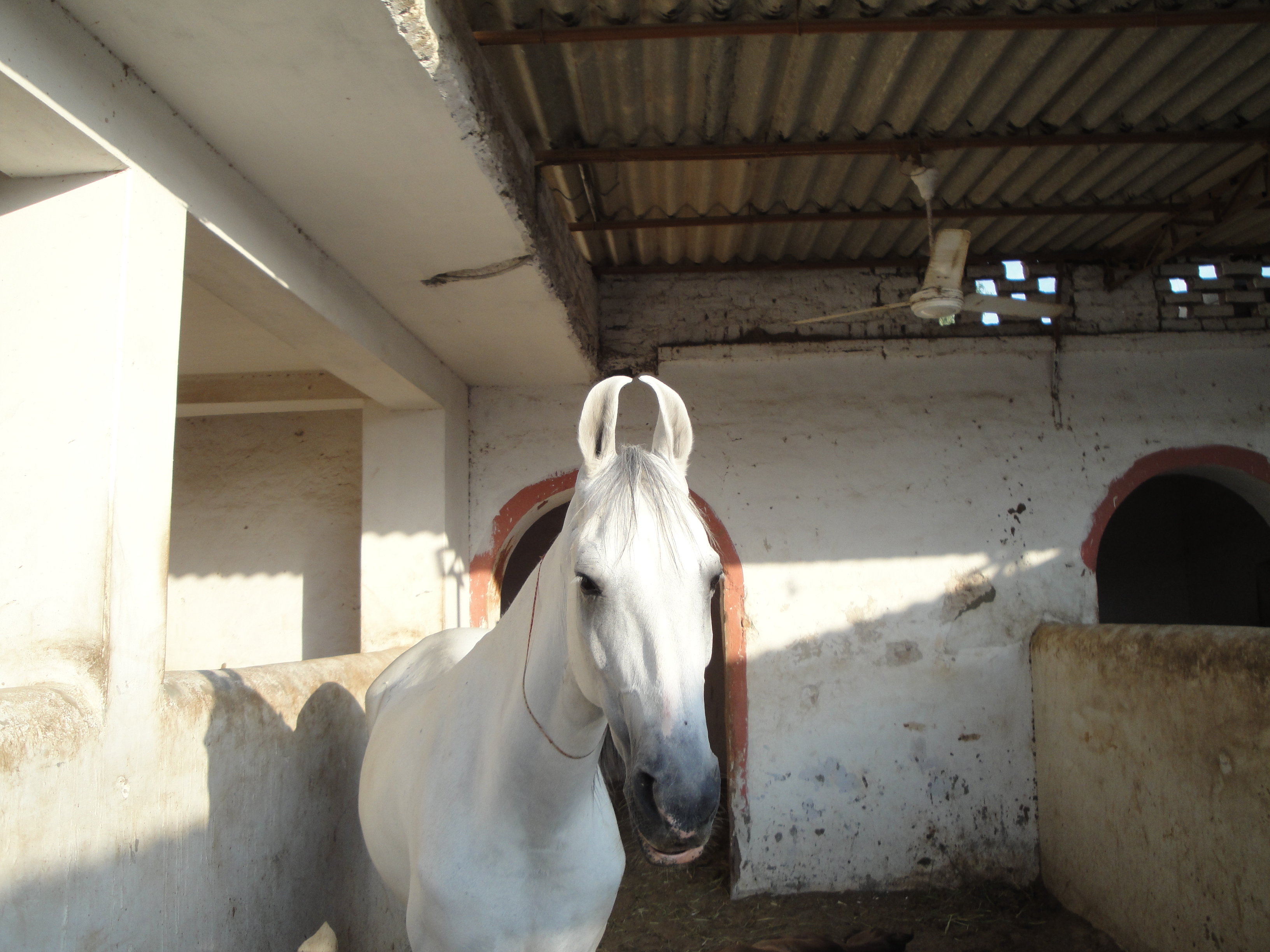
Cheval Marwari gris clair dans un village à l'est du Mârvar. Les robes claires sont réputées porter bonheur.

Les Marwaris sont très similaires aux chevaux Kathiawari, une autre race de l'Inde ayant en grande partie la même histoire et les mêmes caractéristiques physiques. La principale différence entre les Marwari et les Kathiawari est leur aire géographique d'origine, les Marwaris proviennent principalement de la région de Mârvar, quand les Kathiawaris sont de la péninsule de Kathiawar. Les Kathiawari peuvent présenter de légères différences de tête avec les Marwari, et sont légèrement plus grands.
Il y a des proportions correctes que les chevaux sont censés avoir, basées sur la largeur d'un doigt, que l'on dit égale à cinq grains d'orge. Par exemple, la longueur de la tête doit être comprise entre 28 et 40 doigts, et la longueur de l'arrière de la tête à la naissance de la queue doit être de quatre fois la longueur de la tête. Ses crins sont fins, et son pelage soyeux.

#### Tête
Le profil est droit, les oreilles sont pointues et recourbées vers l'intérieur, le Marwari a la particularité anatomique unique, et très recherchée, d'avoir des oreilles se rejoignant aux pointes comme des croissants de lune, et parfois se touchant. On ignore toujours (2009) la raison de cette étrange particularité anatomique.

#### Avant-main
L'encolure est fine, attachée à un garrot bien formé, puissant, saillant et court, ce qui a pour particularité d'ajouter de l'espace devant la selle et de renforcer la structure anatomique de l'animal. La poitrine est profonde et les épaules sont assez droites,.

#### Corps et arrière-main
Le dos est solide et attaché à des reins bien musclés, typiques du cheval de selle. Les Marwari ont généralement une croupe longue et fortement inclinée vers l'arrière,.

#### Membres
Les jambes ont tendance à être minces et fines, d'une bonne longueur, dotées d'articulations plates, avec des sabots bien formés, denses, et réputées robustes. Les avant-bras sont bien musclés,, mais les cuisses manquent souvent de muscles. Le jarret est ferme et net, mais parfois un peu clos comme chez les chevaux de montagne. Les canons et les paturons sont longs et correctement inclinés.

### Robes

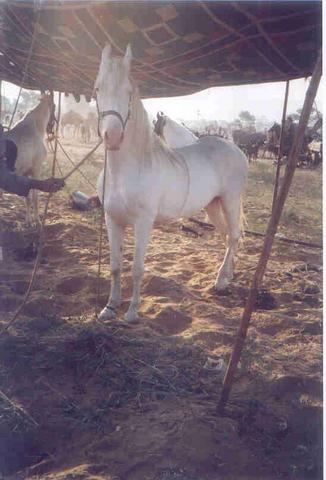
L'un des chevaux Marwari les plus coûteux, un Marwari blanc (peau rose, yeux bleus et poils blancs), à vendre à la célèbre foire aux bestiaux et aux chameaux de Pushkar près d'Ajmer dans le Rajasthan. Les chevaux blancs sont rarement acceptés dans le registre de la race.

Ils peuvent être bais, gris, alezans, palominos, ou pie avec de l'alezan (skewbald, en anglais). Bien que des chevaux blancs (aucun poil gris, peau rose) soient élevés spécifiquement pour l'usage religieux en Inde, ils ne sont généralement pas acceptés dans le registre généalogique du Marwari. Les chevaux gris sont considérés comme de bon augure, et tendent à être les plus précieux, avec les chevaux tachetés et pie (skewbald, soit toutes robes pie sauf pie-noir), deuxième robe la plus favorisée. Les chevaux noirs sont considérés comme néfastes, cette couleur étant symbole de mort et de ténèbres. Les chevaux qui ont des marques blanches telles qu'une liste en tête et quatre balzanes blanches sont considérés comme porte-bonheur.
Le placement des épis et des volutes de la robe (ensemble de poils poussant dans la direction inverse au reste du corps), particulièrement le long de l'encolure, revêt une importance superstitieuse pour les éleveurs de Marwari. Les chevaux ayant de gros épis le long de l'encolure sont appelés devman et considérés comme porte-bonheur, tandis que les chevaux ayant des épis plus bas que le niveau des yeux sont appelés anusudhal et impopulaires auprès des acheteurs, aucun n'osant acheter un cheval porte-malheur. Des épis sur le boulet sont censés apporter la victoire.

### Tempérament et allures
Les membres de la race sont robustes et d'un entretien facile, mais ils peuvent aussi être de tempérament tenace et imprévisibles. Le cheval est endurant, qualité qu'il tiendrait du cheval arabe et de l'Akhal-Teke, race turkmène. Les Marwari peuvent posséder une allure supplémentaire, sorte d'amble rompu appelé le revaal, aphcal, ou rehwal.
Le Marwari a fait l'objet d'une étude visant à déterminer la présence de la mutation du gène DMRT3 à l'origine des allures supplémentaire : l'étude de 9 sujets n'a pas permis de détecter la présence de cette mutation chez eux, mais l’existence de chevaux avec des allures supplémentaires (revaal) parmi la race a été confirmée. 

## Génétique
Des études ont été menées sur la génétique des Marwari, et leur relation avec d'autres races de chevaux indiennes et non indiennes. Les races de chevaux de l'Inde sont distinctes les unes des autres sur le plan des traits de performance uniques et de l'adaptation aux conditions agroclimatiques des régions d'où elles proviennent. Une étude ADN a été menée en 2005 pour identifier les derniers goulets d'étranglement génétique du Marwari, révélant que ce type d’événement n'a pas eu lieu au cours de l'histoire de la race. Toutefois, puisque la population a décru rapidement au cours des dernières décennies, les goulets d'étranglement génétiques qui peuvent avoir eu lieu n'ont peut-être pas été identifiés dans l'étude. En 2007, une étude a été menée pour évaluer la variation génétique entre toutes les races de chevaux indiens, sauf le Kathiawari. Basée sur l'analyse des microsatellite ADN, le Marwari a été reconnu comme la race la plus génétiquement distinctes des cinq, et serait la plus éloignée du poney de Manipur. Aucune des races testées n'a montré de liens génétiques étroits avec le Pur-sang. Le Marwari se distingue des autres races sur le plan des caractéristiques physiques (principalement sa taille) et de l'adaptabilité à l'environnement. Les différences physiques sont attribuées à différentes ascendances : les Marwari sont étroitement associés au cheval arabe, tandis que les quatre autres races sont vraisemblablement descendantes du poney tibétain.

## Utilisations

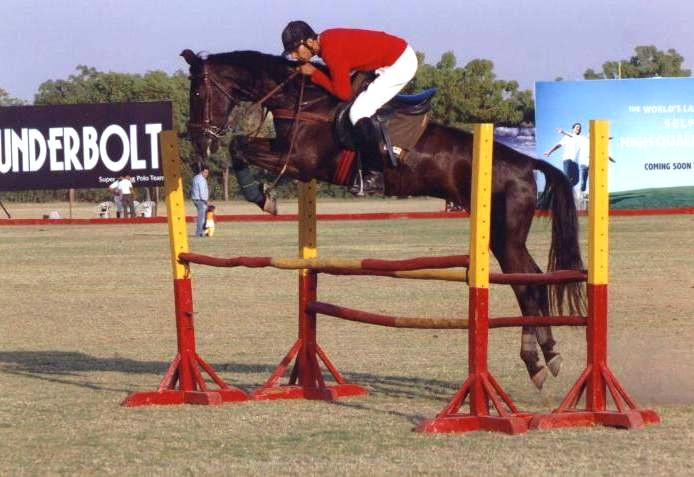
Un Marwari en démonstration de saut d'obstacles

Le Marwari est utilisé pour l'équitation, le bât, la traction légère et les travaux agricoles. Il est souvent croisé avec des Pur-sangs pour donner des chevaux plus grands et plus polyvalents. Malgré le fait que la race soit indigène dans son pays, les unités de cavalerie de l'armée indienne utilisent peu ces chevaux, bien qu'ils soient populaires autour de Jodhpur et de Jaipur, au Rajasthan, et utilisés par la police montée du pays. Ils sont particulièrement adaptés au dressage, au spectacle équestre et à la haute école, en partie en raison de leur tendance naturelle à réaliser ce type de performance. Une tradition qui inclut la pratique des airs relevés devait déjà exister dans l'Antiquité. Les Marwaris sont montés pour jouer au polo, parfois contre des Pur-sangs. Leur utilisation en endurance est un succès, grâce notamment à Marwari Bloodlines qui a introduit cette discipline dans les cérémonies et festivals de l'Inde. De très belles performances ont ainsi été réalisées sur 100 km. Les épreuves de 160 km étant rares en Inde, avec l'interdiction de participer à des épreuves hors du territoire, le Marwari ne peut prétendre aux grandes échéances internationales. Les Marwaris s'illustrent également dans les épreuves de tent-pegging, discipline qui consiste à planter, au grand galop, de petites planches de bois au moyen d'une lance et d'atteindre des cibles avec un sabre.
Dans la race du Marwari se trouve une souche d'ascendants connue sous le nom de Natchni, considérée par les populations locales comme étant « née pour danser ». Décorés d'argent, de bijoux et de cloches, ces chevaux sont entraînés pour effectuer des mouvements complexes, caracolant et sautant durant de nombreuses cérémonies, y compris les mariages. Bien que la souche Natchni soit désormais éteinte, les chevaux aptes à ce type de performances sont encore demandés dans l'Inde rurale.

## Diffusion de l'élevage

Répartition des différentes races de chevaux élevées en Inde.

L'étude de l'université d'Uppsala considère le Marwari comme une race locale ne risquant pas l'extinction. En 2009, il existe environ 500 représentants en Inde et aux États-Unis.
Le premier Marwari exporté vers l'Europe arrive en France en 2006, quand un étalon de dix ans, Dilraj, est donné au Musée vivant du cheval de Chantilly,. Ce cheval au fort caractère, né au Rajahstan, a été confié à Sophie Bienaimé par Francesca Kelly, pour son spectacle Sur la route de la soie. En 2009, il reste le seul Marwari stationné en Europe. Le Centre National Français pour la Promotion du cheval indien Marwari (CNFPCIM) a été créé à Chantepie, afin de rassembler les admirateurs français de la race. Deux femelles sont désormais stationnées à Aimargues, dans le Gard. Une association a été créée en France pour la sauvegarde de cette race de chevaux, l'association Marwari France.

## Dans la culture

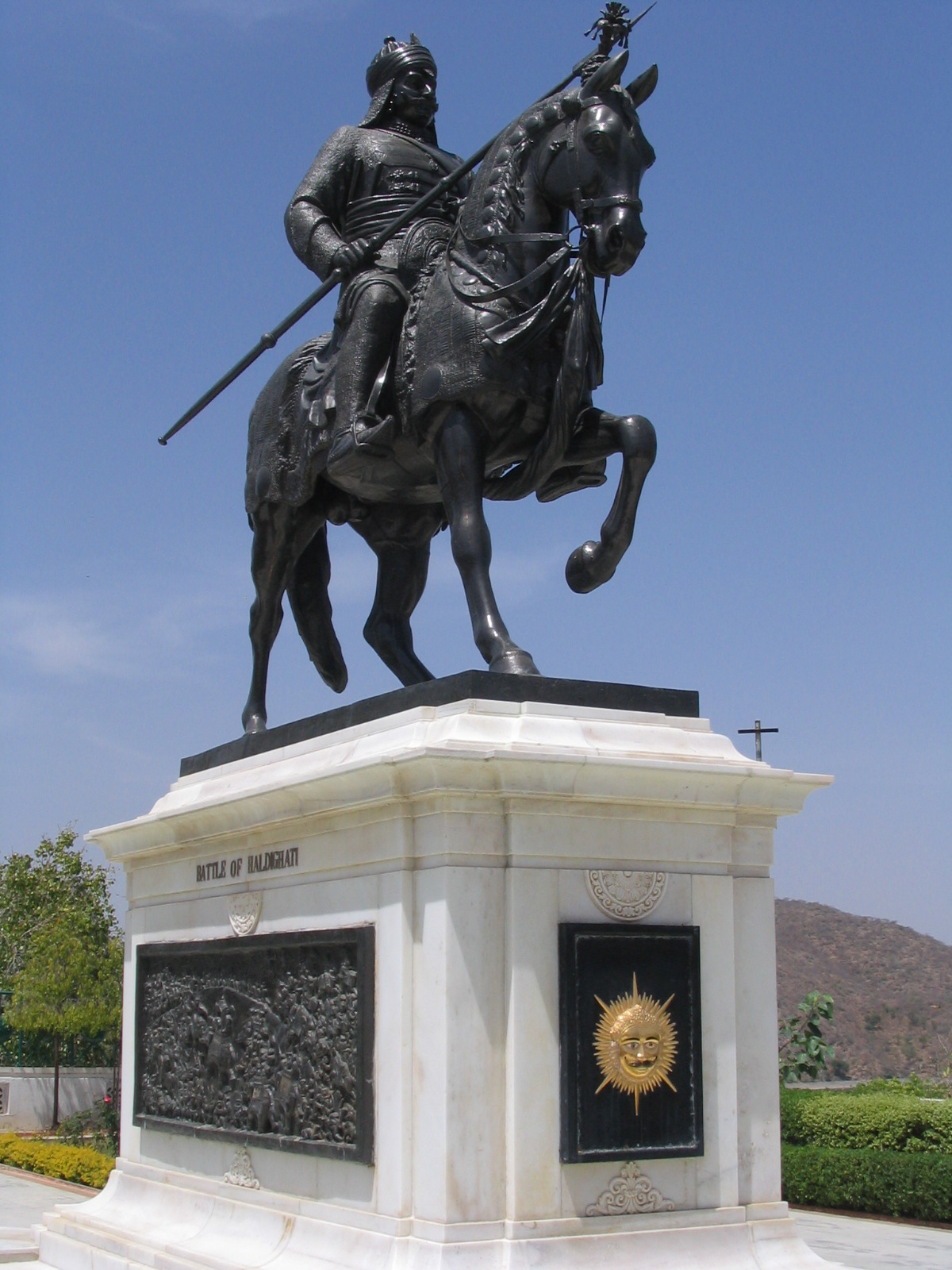
Statue équestre représentant Maharana Pratap sur son cheval Chetak à Udaipur.

À Udaipur, au Rajasthan, le cheval Chetak, présumé Marwari ou Kathiawari, a sa statue au centre de la ville. Il appartenait au seigneur Maharana Pratap. Blessé lors d'un combat, il parvint cependant, avant de mourir, à sauver la vie de son maître en l'éloignant du champ de bataille. En souvenir de cet exploit, Maharana Pratap fait empailler son cheval caparaçonné et lui dédie une salle de son palais, que l'on peut encore voir de nos jours.
Fin 2009, le gouvernement indien annonce que le cheval Marwari, avec d'autres races de chevaux indiens, sera célébré sur un ensemble de timbres postaux émis par ce pays.

#### Encyclopédies de races
- [Bongianni 1988] (en) Maurizio Bongianni (trad. de l'italien par Ardèle Dejey), « Kathiawari and Marwari », dans Simon & Schuster's guide to horses & ponies of the world, Simon & Schuster, Inc., 1988, 255 p. (ISBN 0-671-66068-3 et 9780671660680, OCLC 16755485, lire en ligne), p. 121- 122.
- [Dutson 2005] (en) Judith Dutson, Storey's Illustrated Guide to 96 Horse Breeds of North America, Storey Publishing, 2005, 406 p. (ISBN 1-58017-612-7, lire en ligne).
- [Hubrecht 2005] Emmanuelle Hubrecht, Les plus beaux chevaux du monde, Grenoble, Glénat Éditions, avril 2005, 228 p. (ISBN 2-7234-5140-2, OCLC 19760879), « Chevaux d'Inde : le kathiawari et le marwari », p. 78-79.
- [Edwards 1994] (en) Elwyn Hartley Edwards, The Encyclopedia of the Horse, New York, DK, 15 septembre 1994, 1re éd., 400 p. (ISBN 1-56458-614-6, OCLC 29670649, LCCN 94000644). .
- [Edwards 2006] Elwyn Hartley Edwards (trad. Philippe Sabathé et Isabelle Cassou), Les Chevaux, Romagnat, De Borée, 26 octobre 2006, 272 p. (ISBN 2-84494-449-3, OCLC 421726096, BNF 40951112). .
- [Hendricks 2007] (en) Bonnie Lou Hendricks, International Encyclopedia of Horse Breeds, Norman, University of Oklahoma Press, 15 août 2007, 2e éd., 486 p. (ISBN 0-8061-3884-X, OCLC 154690199, lire en ligne), « Marwari », p. 279-281. .
- [Porter et al. 2016] (en) Valerie Porter, Lawrence Alderson, Stephen J. G. Hall et Dan Phillip Sponenberg, Mason's World Encyclopedia of Livestock Breeds and Breeding, CAB International, 9 mars 2016, 6e éd., 1 107 p. (ISBN 1-84593-466-0, OCLC 948839453, lire en ligne), « Marwari », p. 485. .

#### Histoire de l'Inde
- (en) Wendy Doniger, The Hindus : An Alternative History, Penguin Group, 2009, 779 p. (ISBN 978-1-59420-205-6 et 1-59420-205-2, lire en ligne).

### Documentaire
- Valentine Bortot et Blandine Nicot, Cheval Marwari : la renaissance du prince des Indes, 55 min, 2012